# Baumhofshaus

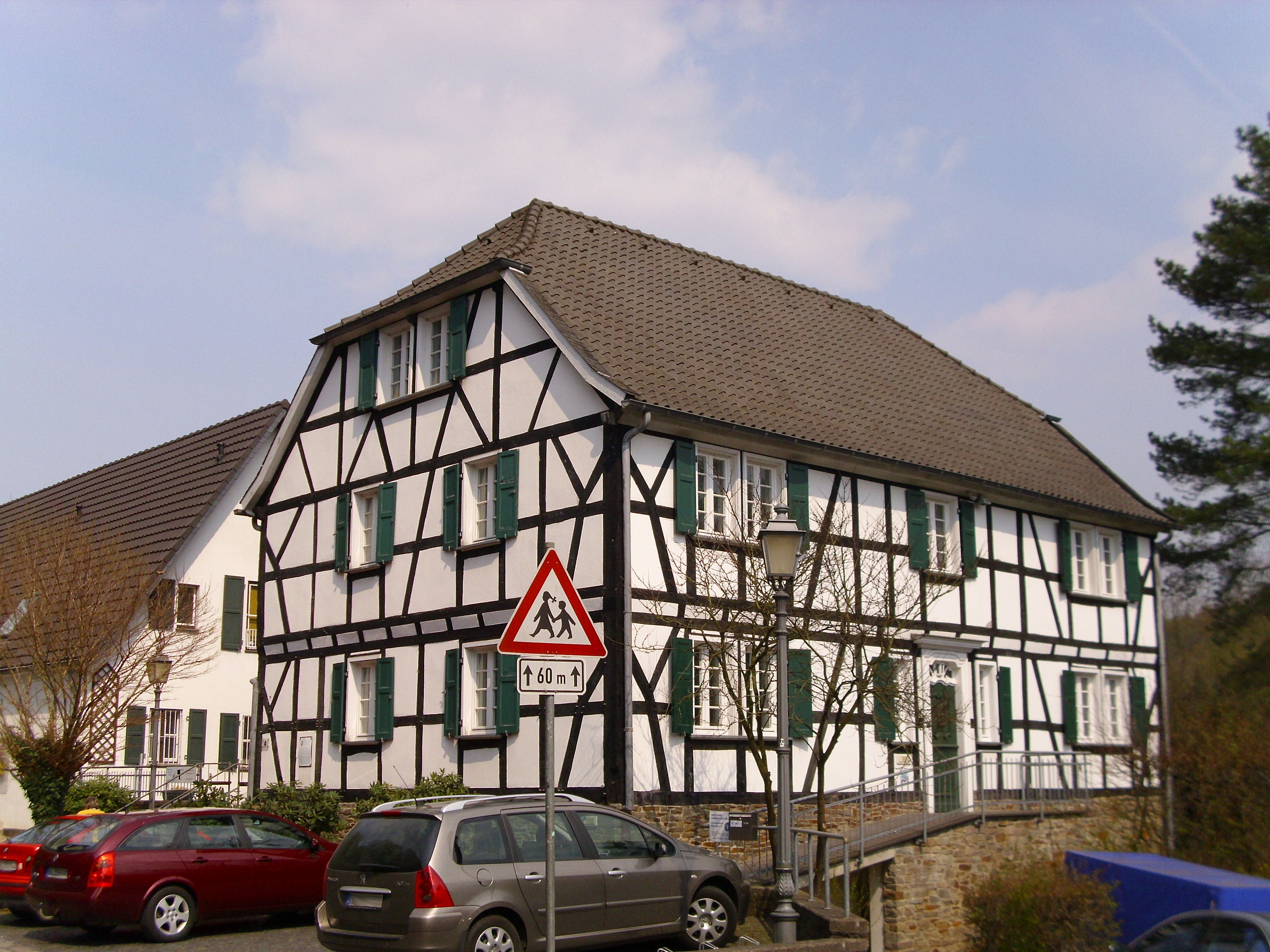
Baumhofshaus in Rösrath-Hoffnungsthal

Das Baumhofshaus steht in Hoffnungsthal in unmittelbarer Nähe zur Evangelischen Kirche Volberg. Das Fachwerkhaus stand ursprünglich in Overath-Untereschbach.

## Die Zeit in Untereschbach
1787 ließ der Kaufmann Gerhard Gronewald (1739–1820) das Wohnhaus in Untereschbach (damals: Mühleneschbach) errichten. Eine Karte aus dem Jahr 1827 zeigt nur vier Gebäude in Mühleneschbach. Das größte von ihnen war das Baumhofshaus. Benannt ist das Haus nach dem Landwirt Philip Baumhof, der 1876 das Anwesen erwarb. Ab diesem Zeitpunkt sprach man im Ort vom Baumhofshaus.
Bei dendrochronologischen Untersuchungen des Instituts für Ur- und Frühgeschichte der Universität Köln wurde das Holz des Fachwerks auf das Jahr 1786 datiert. Eine Inschrift im Türsturz zeigt: „Anno 1787“.

## Translozierung
1984 wurde mit der Translozierung des Gebäudes von Overath-Untereschbach nach Rösrath-Hoffnungsthal begonnen. Die Fachhochschule Köln richtete eine Lehrbaustelle ein. Die Teile des Hauses wurden umfassend dokumentiert, dann demontiert, restauriert und in Hoffnungsthal wieder aufgebaut. 1987 konnte der neue Eigentümer, die Evangelische Gemeinde Volberg, das 200-jährige Bestehen des Baumhofshauses mit der Einweihung am neuen Standort feiern.

## Nutzung
Neben dem Gemeindeamt der Evangelischen Gemeinde Volberg beherbergt das Haus den Ökumenischen Hospizdienst Rösrath und den Kinderschutzbund Rösrath.